# Maizet
Maizet é uma comuna francesa na região administrativa da Normandia, no departamento Calvados. Estende-se por uma área de 5,78 km². Em 2010 a comuna tinha 372 habitantes (densidade: 64,4 hab./km²).